# NGC 7801
NGC 7801 este o galaxie situată în constelația Cassiopeia. A fost descoperită în 8 septembrie 1829 de către John Herschel.